# Юрген Лідія Федорівна
Лідія Федорівна Юрген (11 лютого 1916, селище Нікольське Смоленської губернії, тепер сел. Первомайський Шумяцького району Смоленської області, Російська Федерація — 2000?, місто Донецьк) — українська радянська діячка, голова колгоспу імені Тельмана Красноармійського району Донецької області, новатор сільськогосподарського виробництва. Герой Соціалістичної Праці (26.02.1958). Член ЦК КПУ в 1960—1966 р.

## Біографія
Народилася в селянській родині переселенців із Латвії. Закінчила семирічну школу у селі Борисівка Смоленської губернії.
У 1933 році закінчила Шанталовський сільськогосподарський технікум.
У 1933—1935 роках — дільничний зоотехнік Пустошкинського земельного відділу на Смоленщині.
У 1935 році разом з батьками переїхала в Донецьку область. Працювала дільничним зоотехніком Ялтинської машинно-тракторної станції Первомайського району Донецької (Сталінської) області; на адміністративній роботі в шахті «Підземгаз» Сталінської області.
Член ВКП(б) з 1939 року.
У 1941 році евакуйована в Саратовську область РРФСР, працювала у колгоспі. У 1943 році повернулася на Донбас.
У 1943—1952 роках — голова виконавчого комітету Михайлівської сільської ради депутатів трудящих Селидівського району Сталінської області.
У 1952—1979 роках — голова колгоспу імені Тельмана села Михайлівки Селидівського (Красноармійського) району Сталінської (Донецької) області.
З 1979 року — персональний пенсіонер союзного значення в місті Донецьку.

## Нагороди
- Герой Соціалістичної Праці (26.02.1958)
- орден Леніна (26.02.1958)
- орден Жовтневої Революції (8.12.1973)
- орден Трудового Червоного Прапора (8.04.1971)
- орден Знак Пошани (22.03.1966)
- медалі